# Horváth Tamás (polgármester)
Horváth Tamás (1963.június 27.) magyar politikus (Fidesz), Budapest XVII. kerületének alpolgármestere (2008 és 2019-ig), majd polgármestere (2019-től).

## Életpályája
Gyermekkorát egy  Vas megyei faluban Magyarnádalján töltötte. Középiskolai tanulmányait Körmenden fejezte be 1981-ben. 1984. júliusa óta házas; azóta Rákoscsaba-Újtelepen él feleségével, aki vámszakértő. Két fiuk közül az egyik gépészmérnök, a másik  orvostanhallgató.
Horváth Tamás a Bánki Donát Gépipari Műszaki Főiskolán szerzett 1989-ben felsőfokú végzettséget. 1982 és 1992 között a MÁV-nál a vasúti pályafenntartásban és felújításban, majd két éven át a kereskedelemben dolgozott. 1995 és 2007 között egyéni vállalkozó volt.
2006-ban a Fidesz tagjaként a 15. egyéni választókörzet képviselőjévé választották, majd 2008. január 1-től Budapest Főváros XVII. kerület Rákosmente Önkormányzatának alpolgármestere volt. Ő lett 2019-ben az önkormányzati választáson a Fidesz polgármesterjelöltje Budapest XVII. kerületében, miután Riz Levente polgármester egészségi állapotára hivatkozva visszalépett a jelöltségtől. A 2019-es önkormányzati választáson Horváth Tamást választották Budapest XVII. kerület polgármesterének.